# Herrarnas ICC T20-VM 2021 uppvärmningsmatcher
De följande uppvärmningsmatcherna för Herrarnas ICC T20 världsmästerskap 2021 spelades mellan 12 oktober 2021 och 20 oktober 2021 mellan alla deltagande lag. De första matcherna spelades mellan lag i första rundan av tävlingen, innan Super 12-lagen spelade sina uppvärmningsmatcher. Dessa matcher hade varken Twenty20 International (T20I) status eller T20 status eftersom lagen tilläts att spela alla 15 spelare samtidigt.

## Matcher
Alla matchtider är i lokaltid. (UTC+4)

### Första rundan – uppvärmningsmatcher
| 12 oktober 2021 14:00 Rapport |

| Papua Nya Guinea · 96/8 (20 overs)          | v | Irland · 99/2 (16.4 overs)                          |
| Assad Vala 32 (38) Ben White 3/10 (4 overs) |   | Curtis Campher 42* (35) Simon Atai 1/28 (3.4 overs) |

- Papua Nya Guinea vann lottningen och valde att slå.

| 12 oktober 2021 18:00 (N) Rapport |

| Bangladesh · 147/7 (20 overs)                            | v | Sri Lanka · 148/6 (19 overs)                           |
| Soumya Sarkar 34 (26) Dushmantha Chameera 3/27 (4 overs) |   | Avishka Fernando 62* (42) Soumya Sarkar 2/12 (3 overs) |

- Bangladesh vann lottningen och valde att slå.

| 12 oktober 2021 18:00 (N) Rapport |

| Oman · 152/8 (20 overs)                                  | v | Namibia · 120/9 (20 overs)                         |
| Aqib Ilyas 30 (20) Jan Nicol Loftie-Eaton 2/24 (4 overs) |   | Gerhard Erasmus 32 (33) Kaleemullah 4/23 (4 overs) |

- Oman vann lottningen och valde att slå.

| 12 oktober 2021 18:00 (N) Rapport |

| Skottland · 122/6 (20 overs)                              | v | Nederländerna · 91 (17.5 overs)                  |
| Calum MacLeod 32* (34) Timm van der Gugten 2/11 (4 overs) |   | Scott Edwards 22 (24) Mark Watt 4/10 (3.5 overs) |

- Skottland vann lottningen och valde att slå.

| 14 oktober 2021 10:00 Rapport |

| Irland · 177/3 (20 overs)                          | v | Bangladesh · 144 (20 overs)                    |
| Gareth Delany 88* (50) Taskin Ahmed 2/26 (4 overs) |   | Nurul Hasasn 38 (24) Mark Adair 3/33 (4 overs) |

- Irland vann lottningen och valde att slå.

| 14 oktober 2021 10:00 Rapport |

| Sri Lanka · 162/5 (20 overs)                       | v | Papua Nya Guinea · 123/7 (20 overs)                 |
| Pathum Nissanka 76 (58) Kabua Morea 4/25 (4 overs) |   | Assad Vala 51 (44) Wanindu Hasaranga 2/16 (4 overs) |

- Sri Lanka vann lottningen och valde att slå.

| 14 oktober 2021 10:00 Rapport |

| Skottland · 203/7 (20 overs)                     | v | Namibia · 184/5 (20 overs)                      |
| George Munsey 67 (41) David Wiese 2/23 (3 overs) |   | Craig Williams 80 (51) Mark Watt 2/34 (4 overs) |

- Namibia vann lottningen och valde att fälta.

| 14 oktober 2021 10:00 (N) Rapport |

| Nederländerna · 165/4 (20 overs)                       | v | Oman · 161/8 (20 overs)                         |
| Stephan Myburgh 43 (38) Zeeshan Maqsood 1/10 (2 overs) |   | Aqib Ilyas 78 (48) Vivian Kingma 2/32 (4 overs) |

- Oman vann lottningen och valde att fälta.

### Super 12 – uppvärmningsmatcher
| 18 oktober 2021 14:00 Rapport |

| Sydafrika · 145/5 (20 overs)                          | v | Afghanistan · 104/8 (20 overs)                       |
| Aiden Markram 48 (35) Mujeeb Ur Rahman 3/24 (4 overs) |   | Mohammad Nabi 34* (29) Tabraiz Shamsi 3/18 (4 overs) |

- Sydafrika vann lottningen och valde att slå.

| 18 oktober 2021 14:00 Rapport |

| Västindien · 130/7 (20 overs)                    | v | Pakistan · 131/3 (15.3 overs)                        |
| Shimron Hetmyer 28 (24) Hasan Ali 2/21 (4 overs) |   | Babar Azam 50 (41) Hayden Walsh Jr. 2/41 (3.3 overs) |

- Västindien vann lottningen och valde att slå.

| 18 oktober 2021 18:00 (N) Rapport |

| Nya Zeeland · 158/7 (20 overs)                         | v | Australien · 159/7 (19.5 overs)                     |
| Kane Williamson 37 (30) Kane Richardson 3/24 (4 overs) |   | Steve Smith 35 (30) Mitchell Santner 3/22 (4 overs) |

- Australien vann lottningen och valde att fälta.

| 18 oktober 2021 18:00 (N) Rapport |

| England · 188/5 (20 overs)                           | v | Indien · 192/3 (19 overs)                             |
| Jonny Bairstow 49 (36) Mohammed Shami 3/40 (4 overs) |   | Ishan Kishan 70* (46) Liam Livingstone 1/10 (2 overs) |

- Indien vann lottningen och valde att fälta.

| 20 oktober 2021 14:00 Rapport |

| England · 163/6 (20 overs)                   | v | Nya Zeeland · 150 (19.2 overs)                  |
| Jos Buttler 73 (51) Ish Sodhi 3/26 (4 overs) |   | Martin Guptill 41 (20) Mark Wood 4/23 (4 overs) |

- Nya Zeeland vann lottningen och valde att fälta.

| 20 oktober 2021 14:00 Rapport |

| Australien · 152/5 (20 overs)                         | v | Indien · 153/2 (17.5 overs)                     |
| Steve Smith 57 (48) Ravichandran Ashwin 2/8 (2 overs) |   | Rohit Sharma 60 (41) Ashton Agar 1/14 (2 overs) |

- Australien vann lottningen och valde att slå.

| 20 oktober 2021 18:00 (N) Rapport |

| Pakistan · 186/6 (20 overs)                       | v | Sydafrika · 190/4 (20 overs)                              |
| Fakhar Zaman 52 (28) Kagiso Rabada 3/28 (4 overs) |   | Rassie van der Dussen 101* (51) Imad Wasim 2/19 (3 overs) |

- Sydafrika vann lottningen och valde att fälta.

| 20 oktober 2021 18:00 (N) Rapport |

| Afghanistan · 189/5 (20 overs)                      | v | Västindien · 133/5 (20 overs)                     |
| Hazratullah Zazai 56 (35) Obed McCoy 2/43 (4 overs) |   | Roston Chase 54* (58) Mohammad Nabi 3/2 (4 overs) |

- Afghanistan vann lottningen och valde att slå.